# Tardinghen
Tardinghen é uma comuna francesa na região administrativa de Altos da França, no departamento de Pas-de-Calais. Estende-se por uma área de 8,72 km². Em 2010 a comuna tinha 156 habitantes (densidade: 17,9 hab./km²).